# Somaloniscus nitidus
Somaloniscus nitidus là một loài chân đều trong họ Eubelidae. Loài này được Wedenissow miêu tả khoa học năm 1894.